# Czernikowice
Czernikowice – wieś w Polsce położona w województwie dolnośląskim, w powiecie legnickim, w gminie Chojnów.

## Podział administracyjny
W latach 1975–1998 miejscowość położona była w województwie legnickim.

## Położenie
Czernikowice sąsiadują z Rokitkami i Białą.